# Richard Twardzik
Richard "Dick" Twardzik (* 30. April 1931 in Danvers, Massachusetts; † 21. Oktober 1955 in Paris, Frankreich) war ein US-amerikanischer Pianist.

## Leben
Twardzik, der Sohn von Henryk und Clare Twardzik, spielte in Boston u. a. an der Seite von Charlie Parker, aber auch mit Charlie Mariano und Serge Chaloff, sowie kurze Zeit mit Lionel Hampton. Er brachte seine erste LP-Seite auf Pacific Jazz (PJ1212) heraus, produziert von Russ Freeman, der auf der anderen Seite zu hören ist.
Twardzik löste Freeman danach als Pianist des Chet Baker Quartets ab und begleitete diesen auf einer Europatournee, wo es zu Live-Mitschnitten in den Niederlanden und weiteren Aufnahmen in Stuttgart (teils dokumentiert auf Early Chet: Chet Baker in Germany 1955–1959). Am 11. Oktober und 14. Oktober 1955 nahmen sie in Paris neun Stücke auf, fast alle komponiert von Bob Zieff, einem befreundeten Komponisten aus Boston, die unter dem Titel Chet Baker in Europe ebenfalls bei Pacific Jazz Records erschienen (PJ1218) (bzw. bei Blue Star als Chet Baker in Paris (Blue Star 80.704/05), zusammen mit anderen Aufnahmen des Trompeters).
Am 21. Oktober wurde Twardzik morgens im Hotel Madeleine tot aufgefunden, laut Baker noch mit der Nadel im Arm.
Gernot W. Elmenhorst und Walter von Bebenburg urteilten 1961 in der Rowohlt-Jazz-Diskothek über ihn: "Als sollten durch ein merkwürdiges Komplott dem Westcoast-Jazz die fruchtbarsten Kräfte entzogen werden, wurde auch der Pianist Dick Twardzik durch den Tod dahingerafft, bevor seine vielversprechenden Anlagen gereift waren. Einige vergriffene Aufnahmen aus seiner Bostoner Umgebung und eine Seite von World Pac1212 (a, 30cm) zeigen ihn als einen der ungewöhnlichsten Musiker, die der Jazz je hatte. Er fühlte sich weder durch eine kontinuierliche Melodielinie, noch durch konventionellen Rhythmus gebunden, er drehte und wendete das harmonische Material ständig auf unerwartete Weise, verbarg es zuweilen unter unheimlich scheppernden Klangmassen und entlarvte es dann wieder als simple Struktur. Auch er wäre berufen gewesen, den Westcoast-Jazz aus seiner parfümierten Enge in eine fruchtbare musikalische Zukunft zu führen."

## Auswahldiskographie
- Richard Twardzik: 1954 Improviatations  (New Artists, 1954)

- Chet Baker: Chet Baker in Paris - The Complete Vogue Recordings (Vogue)
- Serge Chaloff All Stars: The Fable Of Mable (Black Lion, 1954)
- Lars Gullin & Chet Baker Quintet: Lars Gullin 1955/1956> (Dragon)
- Charlie Mariano: Boston All-Stars / New Sound From Boston (OJC, 1951, 1953)